# توسع الشعيرات النزفي الوراثي
توسع الشعيرات النزيفي الوراثي (بالإنجليزية: Hereditary Hemorrhagic Telangiectasia)‏ ويُدعى اختصارًا HHT المعروف أيضا باسم مرض أوسلر ويبر-روندو ومتلازمة أوسلر ويبر-روندو، هو اضطراب وراثي يؤدي إلى تشكيل غير طبيعي في الأوعية الدموية في الجلد والأغشية المخاطية، وغالبا في أجهزة مثل الرئتين والكبد والدماغ. يؤدي هذا المرض إلى نزيف في الأنف، نزيف الجهاز الهضمي الحاد والمزمن، ومشاكل مختلفة في الأجهزة الأخرى. العلاج يركز على الحد من نزيف الأوعية الدموية، وأحيانا جراحة أو غيرها لإزالة التشوهات الشريانية الوريدية في الأجهزة. النزيف المزمن غالبا ما يتطلب مكملات الحديد وأحيانا نقل الدم. ينتقل HHT بطريقة جسمية ويحدث في واحد من كل 5000 شخص.
المرض يحمل أسماء السير ويليام أوسلر، هنري جول لويس ماري روندو، وفريدريك باركس ويبر، الذين وصفوه في أواخر القرن التاسع عشر وأوائل القرن العشرين.

## الاعراض
توسع الشعيرات:

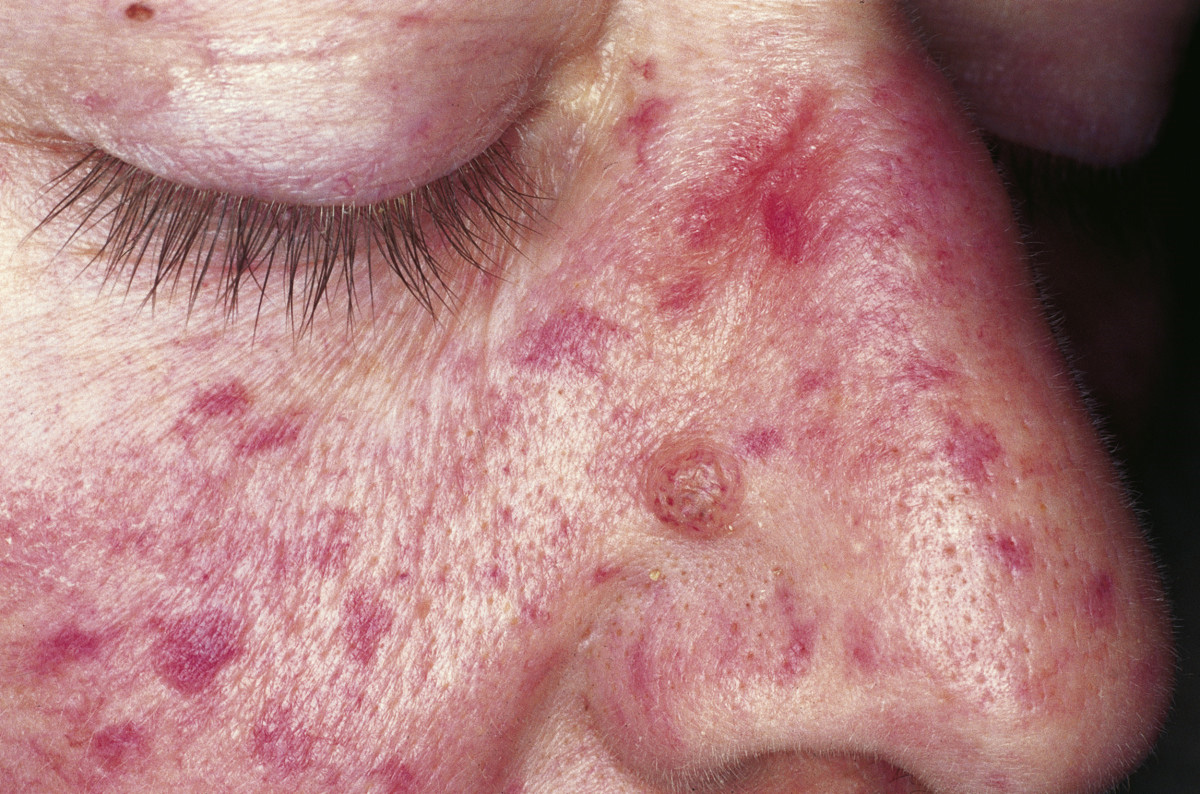
توسع الشعريات الوراثي النزفي

توسع الشعيرات قد يحدث في الجلد والغشاء المخاطي في بطانة الأنف والجهاز الهضمي. المشكلة الأكثر شيوعا هي نزيف في الأنف (الرعاف)، والذي يحدث في كثير من الأحيان من مرحلة الطفولة ويؤثر على حوالي 90-95٪ من المصابين في HHT. جروح على الجلد وفي الفم ومع انها اقل نزفا الا انها تعتبر غير مرغوب فيها تجميليا. أنها تؤثر على حوالي 80٪. جروح الجلد تظهر على الشفاه، الأنف والأصابع، وعلى جلد الوجه في المناطق المعرضة للشمس. تظهر فجأة، مع تزايد العدد بمرور الوقت.
حوالي 20٪ يتاثرون بظهور أعراض جروح الجهاز الهضمي، على الرغم من أن نسبة عالية من هذه الجروح لا تسبب الأعراض. هذه الجروح قد تنزف بشكل متقطع، والتي نادرا ما يمكن ملاحظتها (في شكل قيء دموي أو براز أسود)، ولكن يمكن أن تؤدي في النهاية إلى استنزاف الحديد في الجسم، مما يؤدي إلى فقر الدم الناتج عن نقص الحديد.

## تشوه شرياني وريدي
تشوه شرياني وريدي (AVM، تشوهات الأوعية الدموية الكبيرة) تحدث في أجهزة أكبر، في الغالب الرئتين (50٪) والكبد (30-70٪) والدماغ (10٪)، مع نسبة ضئيلة جدا (<1٪) في الحبل الشوكي.قد تسبب تشوهات الأوعية الدموية في الرئتين عدد من المشاكل. تعمل الرئتين عادة على «تصفية» البكتيريا وجلطات الدم من مجرى الدم. تشوهات الأوعية الدموية تتجاوز شبكة الشعيرات الدموية في الرئتين إلى الدماغ، حيث قد تتسبب البكتيريا خراج الدماغ وجلطات الدم قد يؤدي إلى.HHT الجلطات السبب الأكثر شيوعا لتشوهات الاوعية الادوية في الرئة: من بين جميع الناس وجد ان التشوه الشرياني الوريدي في الرئة يشكل 70-80٪ من حالات توسع الشعيرات الوراثي. التشوه الشرياني الوريدي عادة لا يسبب نزيف، ولكن قد يسبب نفث الدم (أسعل دما) أو صدر مدمى (الدم يتراكم في تجويف الصدر). التشوهات الوعائية الكبيرة في الرئة تسمح الدم المنضب الأكسجين من البطين الأيمن إلى تجاوز الحويصلات الهوائية، وهذا يعني أن لم يكن هذا الدم فرصة لامتصاص الاوكسجين النقي. هذا قد يؤدي إلى ضيق في التنفس. التشوهات الوريدية الكبيرة قد تؤدي إلى صعوبة في التنفس الذي يكون اكثرا وضوحا عند الجلوس مقارنة بالاستلقاء. وهذا ربما يعكس التغيرات في تدفق الدم. كما نسبب التشوهات الوريدية عدم القدرة على امتصاص الأكسجين، والتي قد تكون على شكل ازرقاق الشفتين والجلد والأظافر انخفاض مستويات، وضجيج أزيز على الجزء المصاب من الرئة يمكن اكتشافها بواسطة سماعة الطبيب.
الأعراض الناتجة عن التشوهات الوريدية في الكبد تعتمد على نوع من الاتصال غير الطبيعي التي تتشكل ما بين الأوعية الدموية. إذا كان الاتصال بين الشرايين والأوردة، وكمية كبيرة من الدم تتجاوز أعضاء الجسم، والذي يعوض القلب عن طريق زيادة النتاج القلبي. في نهاية المطاف يتطور إلى فشل القلب الاحتقاني («الفشل القلبي عالية الإنتاج»)، مع ضيق التنفس وتورم الساق بين مشاكل أخرى. إذا كان AVM بإنشاء اتصال بين الوريد البابي والأوعية الدموية في الكبد، قد يكون نتيجة ارتفاع ضغط الدم البابي (ارتفاع الضغط البابي)، الذيي تشكل الأوعية الدموية الجانبية في المريء (دوالي المريء)، والتي قد تنزف بعنف. وعلاوة على ذلك، فإن زيادة الضغط قد يؤدي إلى تراكم السوائل في تجويف البطن (الاستسقاء). إذا كان التدفق في AVM هو في الاتجاه الآخر، يتدفق الدم الوريدي البابي مباشرة في الأوردة بدلا من تشغيل عن طريق الكبد. وهذا قد يؤدي التهاب الدماغ (الارتباك بسبب النفايات التي تهيج الدماغ). ويحرمون القنوات الصفراوية من الدم، مما يؤدي إلى التهاب الأقنية الصفراوية الحاد (التهاب القنوات الصفراوية). التشوهات الاوريدية في الكبد قابلة للكشف في أكثر من 70٪ من المصابين HHT، ولكن 10٪ فقط تواجه مشاكل نتيجة لذلك.
في الدماغ، التشوهات الشريانية تمارس أحيانا الضغط، مما يؤدي إلى الصداع. كما انها قد تزيد من خطر النوبات، شأنها في ذلك شأن أي نوع من الأنسجة غير الطبيعية في الدماغ. وأخيرا، نزيف من AVM قد يؤدي إلى نزيف داخل المخ (نزيف في الدماغ)، والذي يسبب أي أعراض السكتة الدماغية مثل الضعف في جزء من الجسم أو صعوبة في الكلام. في حالة حدوث النزيف في تحت العنكبوتية (نزيف تحت العنكبوتية)، عادة ما يكون هناك صداع شديد ومفاجئ وانخفاض مستوى الوعي وضعف في كثير من الأحيان في جزء من الجسم.

## العلاج
علاج HHT يتعامل مع الأعراض بدلا من علاج المرض نفسه، حيث لا يوجد علاج يوقف توسع الشعيرات والتشوهات الوريدية مباشرة. وعلاوة على ذلك، يتم تطبيق بعض العلاجات لمنع تطور المضاعفات الشائعة. نزيف في الأنف المزمن والنزيف الهضمي يمكن أن يؤدي إلى فقر الدم على حد سواء. إذا كان النزيف في حد ذاته لا يمكن وقفه تماما، وفقر الدم يتطلب العلاج مع مكملات الحديد. أولئك الذين لا يتحملون أقراص الحديد قد تتطلب اعطائهم السكروز الحديد عن طريق الحقن الوريدي، ونقل الدم إذا كان فقر الدم يسبب أعراض حادة تستدعي التحسين السريع لتعداد الدم.
وقد وصفت معظم العلاجات المستخدمة في HHT في البالغين، والخبرة في علاج الأطفال هي أكثر محدودية. اما النساء الحوامل فهم في خطر متزايد من المضاعفات، على الرغم من أن الخطر المطلق ما زال منخفضا (1٪).

## نزيف الانف
```
يمكن التعامل مع الرعاف الحاد عن طريق مجموعة متنوعة من التدابير، مثل مسحات ماصة أو المواد الهلامية. إزالة حزم بعد النزيف قد يؤدي إلى إعادة فتح الأوعية الهشة، وبالتالي فان التغليف الشحمي موصى به. قد يرغب بعض المرضى لمعرفة التغليف للتعامل مع نزيف في الأنف دون الحاجة إلى اللجوء إلى المساعدة الطبية.
```

نزيف في الأنف المتكرر يمكن منعه جزئيا عن طريق الحفاظ على الخياشيم رطبة، وتطبيق محلول ملحي، والكريمات التي تحتوي على الاستروجين أو حمض الترانيكساميك. هذه لها آثار جانبية قليلة وربما تكون على درجة صغيرة من فائدة. وقد تم استخدام عدد من طرائق إضافية لمنع النزيف المتكرر. وتشمل العلاجات الطبية حمض الترانيكساميك عن طريق الفم والاستروجين. الدليل على هذه محدود نسبيا، والنعامل مع هرمون الاستروجين سيئ من قبل الرجال، وربما يحمل مخاطر الإصابة بالسرطان وأمراض القلب لدى النساء. التخثر الأنف والكي قد يقلل من نزيف الشعيرات، وينصح قبل أن تجرى عملية جراحية. في كثير من الأحيان، هناك حاجة إلى عدة جلسات.و قد يكون من الممكن التخلص الجروح الوعائية من خلال الأشعة التداخلية. هذا يتطلب تمرير قسطرة من خلال شريان كبير وتحديد الشريان الفكي توجيه الأشعة تحت السينية، تليها حقن في الجزيئات التي تسد الأوعية الدموية.عير ان الاستفادة من الإجراء تكون قصيرة الأجل ويكون مناسب في حالات النزيف الحاد.
إذا فشلت الاجراءات السابقة فان هنالك عدة عمليات مفيدة. واحد منها هو رأب الجلد الحاجز أو إجراء سوندرز، التي يتم فيها زرع الجلد في فتحتي الأنف، والآخر هو الإجراء يونغ، الذي يتم اغلاق فتحات الأنف بشكل كامل.

## الجلد والجهاز الهضمي
جروح الجلد من HHT يمكن أن تكون مشوها، وربما تستجيب للعلاج مع نابض ليزر طويل-ND: YAG. الجروح الجلدية في بعض الأحيان تنزف وتسبب الألم. ويكون هناك حاجة لترقيع الجلد في بعض الأحيان لعلاج هذه المشكلة.
فيما يتعلق بجروح الجهاز الهضمي، نزيف خفيف وفقر الدم معتدل يتم التعامل معه بمكملات الحديد. هناك بيانات محدودة عن العلاج الهرموني وحمض الترانيكساميك للحد من النزيف وفقر الدم. يتم التعامل مع فقر الدم الشديد أو نوبات من نزيف حاد مع الأرجون بمنظار تخثر البلازما (APC) أو العلاج بالليزر من أي شقوق يتم تحديدها؛ هذا قد يقلل من الحاجة إلى المعالجة الداعمة. في حالة حدوث نزيف حاد يجب النظر في اسبابه، ولكن الانصمام يمكن أن تستخدم في مثل هذه الحالات.

## التشوهات الوريدية في الرئة
تشققات الرئة، متى تم تحدبدها عادة ما يتم علاجها لمنع نوبات من النزيف والأهم من ذلك الانسداد إلى الدماغ. ويتم ذلك خاصة في التشققات الاوردة الدموية من 3 مم أو أكبر، وهذه هي الأكثر احتمالا أن تسبب مضاعفات على المدى الطويل ما لم تعالج. العلاج الحالي الأكثر فعالية هو الانصمام مع لفائف معدنية للانفصال. الإجراء ينطوي على ثقب وريد كبير (عادة تحت التخدير العام)، تليها دفع عجلة من القسطرة عن طريق البطين الأيمن والشريان الرئوي، وبعد ذلك يتم تصوير التشوهات الوريدية (الأوعية الرئوية). في أيدي ذوي الخبرة، إجراء يميل إلى أن يكون فعال جدا ومع آثار جانبية محدودة، ولكن الشقوق قد تتكرر وربما تكون هناك حاجة مزيد من المحاولات. وتتكرر عمليات الفحص CTA لمراقبة تكرار. والآن أساسا تم التخلي عن الاستئصال الجراحي نظرا لنجاح المعالجة بالصمات.
ان تشوهات الاوردة الدموية مع عدم وجود تقرحات واضحة للعيان لتكون في خطر من الصمات الدماغ. ولذلك ينصح تجنب الغوص خلال فقاعات الهواء الصغيرة قد تشكل في البخار الدم الذي قد ينتقل إلى الدماغ ويسبب السكتة الدماغية. وبالمثل، ينصح الوقاية مضادات الميكروبات خلال الإجراءات التي قد تدخل البكتيريا في مجرى الدم، مثل عمل الأسنان، وتجنب فقاعات الهواء أثناء العلاج عن طريق الوريد.

## تشوهات الاوعية في الكبد
وبالنظر إلى أن التشوهات الوريدية الكبد تسبب عموما فشل القلب، فالتركيز على علاج هذا يكون بمدرات البول للحد من حجم الدورة الدموية، وتقييد من الملح والسوائل في الجسم وارتفاع معدل ضربات القلب في حالة عدم انتظام ضربات القلب. قد يكون هذا كافيا في علاج أعراض تورم وضيق في التنفس. إذا كان هذا العلاج غير فعال أو يؤدي إلى آثار جانبية أو مضاعفات، فإن الخيار الوحيد المتبقي هو زرع الكبد. ويقتصر هذا لأولئك الذين يعانون من أعراض حادة، كما أنه يحمل وفيات حوالي 10٪، ولكن يؤدي إلى نتائج جيدة في حال نجاحها.
يتم التعامل مع مضاعفات الكبد الأخرى (ارتفاع ضغط الدم البابي، دوالي المريء، اعتلال الدماغ الكبدي) بنفس الطرائق المستخدمة، على الرغم من أن استخدم الخزعة داخل الكبد لا يشجع بسبب عدم وجود فائدة مؤكدة.

## تشوهات الاوعية الدموية في الدماغ
علاج التشوهات الوريدية الدماغ يعتمد على الأعراض التي تسببها (مثل النوبات أو الصداع). ومن المتوقع خطر النزيف عن طريق الحلقات السابقة من نزيف، وقد تكون التشوهات عميقة الجذور أو لديك التصريف الوريدي العميق. بعض التشققات (ارتفاع تدفق شرياني النواسير) تميل إلى التسبب بالمزيد من المشاكل، وتستدعي العلاج. التشوهات الأخرى قد تتراجع مع مرور الوقت دون تدخل. الطرق الأخرى تعتمد على موقع التشوه وحجمه: الجراحة، العلاج القائم على الإشعاع والانصمام. في بعض الأحيان، يتم استخدام طرائق متعددة على نفس التشقق.
قد تخضع لعملية جراحية (جراحة المخ المفتوحة) استنادا إلى مخاطر العلاج على النحو الذي يحدده مقياس سبتزلر-مارتن (الدرجة 1-4)؛ هذه النتيجة هي بسبب ارتفاع في التشققات الكبيرة التي هي قريبة من هياكل الدماغ. الجروح عالية الدرجة (الرابع والخامس) لها مخاطر كبيرة غير مقبولة ولا يتم تقديم الجراحة عادة في هذه الحالات. العلاج الاشعاعي (باستخدام العلاج الإشعاعي المستهدفة مثل بواسطة سكين غاما) يمكن أن يستخدم إذا كان التشقق صغير ولكنه قريب من الهياكل الحيوية. وأخيرا، يمكن استخدام الانصمام على الجروح الصغيرة التي لا تملك إلا وريد واحد التغذية.